# Factory Girl (sång)
Factory Girl är en låt av det brittiska rockbandet The Rolling Stones som finns med på albumet Beggars Banquet. Låten skrevs av gruppmedlemmarna Mick Jagger och Keith Richards och låten har influenser från appalachian folkstil.